# Osric da Nortúmbria
Osric foi rei da Nortúmbria desde a morte de Coenred em 718 até à sua morte em 9 de maio de 729. Symeon de Durham chama-o de filho de Aldfrith, o que converter-lhe-ia em irmão, ou quiçá meio irmão, de Osred. Alternativamente, pôde ter sido um filho de Eahlfrith de Deira, e por isso primo de Osred.
Bede dá pouca informação a respeito do reinado de Osric, mas regista que surgiram cometas após a sua morte, um sinal de mau agoiro. William de Malmesbury elogia Osric pela sua decisão de adoptar Ceolwulf, irmão de Coenred, como seu herdeiro.